# Daymare: 1998
Daymare: 1998 é um jogo de ação, aventura e terror de sobrevivência em terceira pessoa desenvolvido pela Invader Studios e publicado pela Destructive Creations e All In! Games em 17 de setembro de 2019 para Microsoft Windows e em 28 de abril de 2020 para PlayStation 4 e Xbox One.
Uma prequela, Daymare: 1994 Sandcastle foi anunciado em maio de 2021, e lançado em 30 de agosto de 2023 para PlayStation 4, PlayStation 5, Xbox One, Xbox Series X/S e Microsoft Windows.

## Enredo
Os eventos do jogo começam em 20 de agosto de 1998 no Aegis Laboratory, uma instalação governamental secreta construída na ilha de North Blue Two, que faz parte do arquipélago Northfall Island localizado próximo à costa de Washington. Posteriormente, a ação se move para Keen Sight, uma pequena e pacífica cidade em Idaho cercada por uma floresta sem fim. O jogo apresenta três perspectivas diferentes e únicas sobre como a história se desenrola: a do operador conhecido pelo codinome Liev, um soldado de elite da unidade especial H.A.D.E.S. (Hexacore Advanced Division for Extraction and Search), o piloto de helicóptero Cpt. David "Raven" Hale e Samuel Walker, um guarda florestal da Floresta Vermilion que circunda as Montanhas Redcrest of Keen Sight.
Poucas horas após a última transmissão de emergência do Aegis sobre o vazamento de uma arma BC experimental extremamente letal, o Departamento de Defesa envia duas equipes de agentes do H.A.D.E.S., que partem do QG Keen Sight da Hexacore Biogenetics, para investigar a causa do acidente, recuperar pesquisas e amostras ultrassecretas e apagar todas as evidências do que aconteceu antes que o sistema de segurança automático limpar todo o complexo.

## Desenvolvimento
O projeto nasceu como resultado do trabalho em Resident Evil 2 Reborn, um remake feito por um fã. Dada a atenção que atraiu, a equipe recebeu uma ligação direta da Capcom que os convidou oficialmente para sua sede em Osaka em 2015. Eles pediram à Invader Studios para interromper o desenvolvimento do jogo, o que resultou em seu cancelamento. Após a reunião, e por sugestão dos próprios produtores da Capcom, a equipe decidiu criar um IP original chamado mais tarde Daymare: 1998.
O diretor de Resident Evil 3: Nemesis concordou em se juntar ao projeto como produtor associado e o artista Satoshi Nakai de Resident Evil se juntou à equipe. O jogo foi anunciado oficialmente em 12 de setembro de 2016. Para financiar o projeto, uma campanha via Kickstarter e uma demo especial para PC chamada Daymare Challenge foi anunciada em 15 de fevereiro de 2017, na qual uma das criaturas do jogo (Melting Man) foi trancada em uma área, uma parte que estaria posteriormente no jogo final. Embora o financiamento não tenha sido garantido, a campanha ajudou a tornar o Daymare: 1998 um projeto ainda mais conhecido do público.
Após uma produção de 2 anos e 4 meses, o título seria lançado oficialmente em 17 de setembro de 2019 no Steam e GOG.com, em 20 de fevereiro de 2020 no Japão para PlayStation 4 e PC, e em 28 de abril de 2020 no restante do mundo para PlayStation 4 e Xbox One.
No Japão, o jogo foi publicado pela DMM games. Destructive Creations publicou o jogo para o resto do mundo em consoles e a All in! Games via Steam.

## Conteúdo disponível para download
Uma atualização gratuita exclusiva para a versão para PC foi lançada em 22 de novembro de 2019. O modo extra, H.A.D.E.S. Dead End, permite que você retome ao papel do operador Liev da H.A.D.E.S. para uma experiência de jogo de ação no estilo mercenário. O objetivo da missão é completar três objetivos aleatórios em cada área, levando o menor tempo possível e sobrevivendo a hordas de inimigos implacáveis que, quando mortos, diminuem o tempo da missão.
Quatro cenários estão disponíveis: Hospital do Sagrado Coração, Os Esgotos, Downtown Keen Sight e Lair Dam. Existem quatro classes, caracterizadas por diferentes equipamentos iniciais: Scout, Heavy, Assault e Medic. Além disso, também é possível ativar algumas mudanças aleatórias de jogo, como alucinações ou recursos limitados que afetam a experiência tornando-a mais ou menos difícil.

## Prequela
Uma prequela, Daymare: 1994 Sandcastle foi anunciada em maio de 2021, tendo sido lançado em 30 de agosto de 2023 para PlayStation 4, PlayStation 5, Xbox One, Xbox Series X/S e Microsoft Windows.

## Recepção
Daymare: 1998 recebeu "críticas mistas ou médias" dos críticos. IGN Itália deu a ele uma nota 6,8, achando-o um jogo difícil, que tentou corresponder ao hype e ambição de seus desenvolvedores ao mesmo tempo que apresentava ideias muito boas que mereciam maior atenção. A experiência foi mencionada como aquela com falhas que muitas vezes superavam os pontos fortes, com a possibilidade de que uma sequência encontrasse o seu devido lugar.
Multiplayer.it observou que Daymare: 1998 é um jogo de horror de sobrevivência bem feito que, embora sofrendo com as limitações impostas aos recursos de produção, certamente atrairia fãs do gênero, remontando aos dias dourados do horror de sobrevivência. O revisor se concentrou nos chefes, achando-os não exatamente memoráveis, enquanto o estilo dos inimigos normais não era excessivamente notável.
A Eurogamer Itália concedeu-lhe um 7 de 10, afirmando que o título foi focado mais nos fãs hardcore do terror perseguido por Resident Evil e menos para os mais nostálgicos da abordagem mais racional e menos focada na ação, revelando à sua própria maneira uma experiência gratificante, mas não recomendado para iniciantes. Bloody Disgusting viu nisso uma homenagem aos jogos de terror do passado, porém apresentando uma curta longevidade e alguns defeitos técnicos, que segundo o revisor, no entanto, não impactaram significativamente em seu julgamento, considerando também que era produto de um estúdio pequeno, ele concluiu aconselhando qualquer um que procurasse um horror de sobrevivência no estilo dos anos 90 deveria experimentar.[carece de fontes?]